# 中咀岭乡
中咀岭乡，是中华人民共和国甘肃省临夏回族自治州积石山保安族东乡族撒拉族自治县下辖的一个乡镇级行政单位。

## 行政区划
中咀岭乡下辖以下地区：
马家咀村、金场寺村、庙岭村、中咀岭村、梳木村和大山村。